# La Loma, Atzalan
La Loma är en ort i Mexiko.   Den ligger i kommunen Atzalan och delstaten Veracruz, i den sydöstra delen av landet, 230 km öster om huvudstaden Mexico City. La Loma ligger 472 meter över havet och antalet invånare är 200.
Terrängen runt La Loma är kuperad. Runt La Loma är det ganska tätbefolkat, med 129 invånare per kvadratkilometer. Närmaste större samhälle är Martínez de la Torre, 17,3 km nordväst om La Loma. Omgivningarna runt La Loma är en mosaik av jordbruksmark och naturlig växtlighet.